# Thibaudia falconensis
Thibaudia falconensis là một loài thực vật có hoa trong họ Thạch nam. Loài này được Luteyn & Lebron-Luteyn miêu tả khoa học đầu tiên năm 1983.